# 伊藤博明
伊藤 博明（いとう ひろあき、1955年4月14日 - ）は、日本の文学者、図像学者。専修大学教授（元・埼玉大学教授・副学長）。専門はヨーロッパ中世・ルネサンスの思想史（ルネサンス哲学）・芸術論・図像学。

## 経歴・人物
北海道網走郡美幌町出身。1980年北海道大学文学部西洋哲学科卒業、87年同大学院文学研究科博士課程単位取得満期退学。1986年北海道大学文学部助手、1988年埼玉大学教養部講師、89年助教授、95年同教養学部助教授、98年教授のち副学長を経て、2017年4月より専修大学教授。
15世紀フィレンツェのプラトン主義をめぐる諸問題およびバロック期におけるテクストとイメージの関連に係わる諸問題を研究対象としている。また、翻訳を通じて、近代ヨーロッパの文化を紹介している。

## 著書
- 『ヘルメスとシビュラのイコノロジー――シエナ大聖堂舗床に見るルネサンス期イタリアのシンク』ありな書房 1992年
- 『神々の再生――イタリア・ルネサンスの神秘思想』東京書籍 1996年
  - 新版『ルネサンスの神秘思想』講談社学術文庫 2012年
- 『綺想の表象学――エンブレムへの招待』ありな書房 2007年
- 『scintilla／閃光』ミッドナイト・プレス 2008年
- 『ヨーロッパ美術における寓意と表象――チェザーレ・リーパ『イコノロジーア』研究』ありな書房 2017年

### 共著
- 『神秘主義――ヨーロッパ精神の底流』（川端香男里編、若桑みどり、志村正雄、松本夏樹共著）せりか書房 1988年
- 『イタリア・ルネサンスの霊魂論――フィチーノ・ピコ・ポンポナッツィ・ブルーノ』（根占献一・伊藤和行[3]・加藤守通共著）三元社 1995年／新装版 2013年
- 『哲学の歴史4　ルネサンス』（責任編集）中央公論新社 2007年
- 『イスラーム哲学とキリスト教中世3 神秘哲学』（竹下政孝・山内志朗編）岩波書店 2012年
- 『フレスコ画の身体学――システィーナ礼拝堂の表象空間』〈イメージの探検学3〉（上村清雄責任編集、金井直・足達薫・喜多村明里・石井朗・金山弘昌共著）ありな書房 2012年
- 『世界を読み解く一冊の本』（松田隆美・徳永聡子編）慶應義塾大学出版会 2014年
- 『Musica mundana気の宇宙論・身体論』〈埼玉大学教養学部リベラルアーツ叢書6〉（外山紀久子編）埼玉大学教養学部・文化科学研究科 2015年
- 『テクストとは何か――編集文献学入門』（明星聖子・納富信留編）慶應義塾大学出版会 2015年
- 『象徴と寓意――見えないもののメッセージ』〈ART GALLERY テーマで見る世界の名画 第10巻〉（責任編集）集英社 2018年。青柳正規・木島俊介・中野京子監修
- 『黎明のアルストピア――ベッリーニからレオナルド・ダ・ヴィンチへ』〈イタリア美術叢書1 初期ルネサンス〉（金山弘昌責任編集）ありな書房 2018年
- 『光彩のアルストピア――レオナルド・ダ・ヴィンチからミケランジェロへ』〈イタリア美術叢書2 盛期ルネサンス〉（足達薫責任編集）ありな書房 2019年
- 『憧憬のアルストピア――パラッツォ・デル・テ「クピドとプシュケの間」からボマルツォ「聖なる森」へ』〈イタリア美術叢書3 マニエリスム〉（金山弘昌責任編集）ありな書房 2020年
- 『叡智のアルストピア――オリエントから、そしてすべては、イタリアへ』〈イタリア美術叢書6〈知〉の環流〉（責任編集、金山弘昌・新保淳乃・金沢文緒・松田隆美共著）ありな書房 2022年
- 『迷宮のアルストピア――新しきイマジナリアを求めて』〈イタリア美術叢書7〉（金山弘昌責任編集）ありな書房 2024年

## 翻訳
- マリオ・プラーツ『綺想主義研究――バロックのエンブレム類典』ありな書房（2分冊） 1998年
- アンドレア・アルチャーティ『エンブレム集』ありな書房 2000年
- ジェイムズ・ライト『カワカマス――ジェイムズ・ライト詩篇』ミッドナイト・プレス 2009年
- オットー・ウェニウス、ダニエル・ヘインシウス共著『エンブレム原典叢書2 愛のエンブレム集』ありな書房 2009
- エリカ・ラングミュア『天使　ナショナル・ギャラリー・ポケット・ガイド』ありな書房 2010年
- ピーター・M・デイリー『英国のエンブレムと物質文化――シェイクスピアと象徴的視覚性 埼玉大学教養学部リベラルアーツ叢書3』埼玉大学教養学部・文化科学研究科 2010年
- ジョルジュ・ディディ＝ユベルマン『歴史の眼3 アトラス、あるいは不安な悦ばしき知』ありな書房 2015年 - 研究解説
- チェーザレ・リーパ『イコノロジーア』ありな書房 2017年
- ホラポッロ『エンブレム原典叢書3　ヒエログリフ集』ありな書房 2019年
- パオロ・ジョーヴィオ『エンブレム原典叢書5　戦いと愛のインプレーサについての対話』ありな書房 2020年
- 『世界初のビジネス書　15世紀イタリア商人ベネデット・コトルリ15の黄金則』アレッサンドロ・ヴァグナー編、すばる舎 2021年

### 共訳・監訳・編訳
- ピコ・デッラ・ミランドラ『人間の尊厳について』（大出哲・阿部包共訳）国文社（アウロラ叢書）1985年
- クリステラー (w:Paul Oskar Kristeller)『イタリア・ルネサンスの哲学者』（佐藤三夫・根占献一・伊藤和行共訳）みすず書房 1993年／新装版 2006年
- J.R.ヘイル (J.R. Hale) 編『イタリア・ルネサンス事典』（中森義宗監訳、共訳）東信堂　2003年
- マリアテレーザ・フマガッリ＝ベオニオ＝ブロッキエーリ『エイローズとアベラール――ものではなく言葉を』（白崎容子・石岡ひろみ共訳）法政大学出版局「叢書・ウニベルシタス」2004
- エルヴィン・パノフスキー『イデア――美と芸術の理論のために』（富松保文共訳）平凡社（平凡社ライブラリー）2004年
- 『原典 イタリア・ルネサンス人文主義』（池上俊一監修）名古屋大学出版会 2010年
- ジョヴァンニ・ピーコ・デッラ・ミランドラ『存在者と一者について』（編訳、大出哲訳）、〈埼玉大学教養学部リベラル・アーツ叢書7〉埼玉大学教養学部・人文社会科学研究科 2015年
- 『原典 ルネサンス自然学』上下（池上俊一監修）名古屋大学出版会 2017年 - 各上巻に参加
- 『原典 イタリア・ルネサンス芸術論』上下（池上俊一監修）名古屋大学出版会 2021年

ありな書房刊行
- マリオ・プラーツ『官能の庭――マニエリスム・エンブレム・バロック』（若桑みどり・森田義之・白崎容子・上村清雄・新保淳乃共訳）ありな書房 1992年
  - 『マニエーラ・イタリアーナ　ルネサンス・二人の先駆者・マニエリスム　官能の庭Ⅰ』 2021年5月
  - 『ピクタ・ポエシス　ペトラルカからエンブレムへ　官能の庭Ⅱ』 2022年5月
  - 『ベルニーニの天啓　一七世紀の芸術　官能の庭Ⅲ』 2022年3月
  - 『バロックの宇宙　官能の庭Ⅳ』 2022年8月 - 各・分冊での改訂新版
- ポール・バロルスキー (w:Paul Barolsky)『とめどなく笑う――イタリア・ルネサンス美術における機知と滑稽』（高山宏・森田義之共訳）ありな書房 1993年
- マリオ・プラーツ『ペルセウスとメデューサ――ロマン主義からアヴァンギャルドへ』（末吉雄二共訳）ありな書房 1995年
- エルンスト・カッシーラー『シンボルとスキエンティア――近代ヨーロッパの科学と哲学』（佐藤三夫・根占献一・加藤守通共訳）ありな書房 1995年
- ライナルド・ペルジーニ (Raynaldo Perugini)『哲学的建築――理想都市と記憶劇場』（伊藤和行共訳）ありな書房 1996年
- マリオ・プラーツ『ローマ百景――建築と美術と文学と』（上村清雄・白崎容子共訳）ありな書房 1999年
  - 改訂版『ローマ百景II――建築と美術と文学と』（上村清雄・白崎容子共訳）、2006年
  - 改訂版『ローマ百景I――建築と美術と文学と』（浦一章・白崎容子共訳）、ありな書房 2009年
- アビ・ヴァールブルク『ヴァールブルク著作集1 サンドロ・ボッティチェッリの《ウェヌスの誕生》と《春》』（監訳。富松保文共訳）ありな書房 2003年
- アビ・ヴァールブルク『ヴァールブルク著作集5 デューラーの古代性とスキファノイア宮の国際的占星術』（監訳。加藤哲弘訳）ありな書房 2003年
- アビ・ヴァールブルク『ヴァールブルク著作集2 フィレンツェ市民文化における古典世界』（上村清雄・岡田温司共訳）ありな書房 2004年
- アビ・ヴァールブルク『ヴァールブルク著作集3 フィレンツェ文化とフランドル文化の交流』（岡田温司・加藤哲弘共訳）ありな書房 2005年
- ポーラ・フィンドレン (Paula Findlen)『自然の占有――ミュージアム、蒐集、そして初期近代イタリアの科学文化』（石井朗共訳）ありな書房 2005年
- アビ・ヴァールブルク『ヴァールブルク著作集4 ルネサンスの祝祭的生における古代と近代』（岡田温司・加藤哲弘共訳）ありな書房 2006年
- アビ・ヴァールブルク『ヴァールブルク著作集6 ルターの時代の言葉と図像における異教的=古代的予言』（富松保文共訳）ありな書房 2006年
- リナ・ボルツォーニ『記憶の部屋――印刷時代の文学的-図像学的モデル』（足達薫共訳）ありな書房 2007年
- グウェンドリン・トロッテン (Gwendolyn Trottein)『ウェヌスの子どもたち――ルネサンスにおける美術と占星術』（星野徹共訳）ありな書房 2007年
- ジョン・シアマン『オンリー・コネクト…――イタリア・ルネサンスにおける美術と観者』（足達薫・石井朗共訳）ありな書房 2008年
- マリオ・プラーツ『フランチェスコ・ピアンタの奇矯な彫刻――エンブレムのバロック的表象』ありな書房 2008年
- スーザン・A・クレイン『ミュージアムと記憶――知識の集積／展示の構造学』ありな書房 2009年
- リナ・ボルツォーニ『イメージの網――起源からシエナの聖ベルナルディーノまでの俗語による説教』（石井朗・大歳剛史共訳）ありな書房 2010年
- アビ・ヴァールブルク『ヴァールブルク著作集別巻1 ムネモシュネ・アトラス』（加藤哲弘・田中純、石井朗共訳）ありな書房 2012年
- ピーター・M・デイリー監修『エンブレムの宇宙――西欧図像学の誕生と発展と精華』（監訳）ありな書房 2013年
- アビ・ヴァールブルク『ヴァールブルク著作集別巻2 怪物から天球へ 講演・書簡・エッセイ』（加藤哲弘共訳）ありな書房 2014年
- エリカ・ラングミュア『アレゴリー』〈ロンドン・ナショナル・ギャラリーシリーズ〉（石井朗共訳）ありな書房 2015年
- ジョルジュ・ディディ＝ユベルマン『歴史の眼1 イメージが位置をとるとき』（宮下志朗共訳）ありな書房 2016年
- リナ・ボルツォーニ『クリスタルの心――ルネサンスにおける愛の談論、詩、そして肖像画』（足達薫・金山弘昌共訳）ありな書房 2017年
- クロード・パラダン『エンブレム原典叢書4 英雄的ドゥヴィーズ集』（田中久美子共訳）ありな書房 2019年
- マリオ・プラーツ『パリの二つの相貌　建築と美術と文学と 碩学の旅Ⅰ』（金山弘昌・新保淳乃共訳）ありな書房 2023年
- マリオ・プラーツ『オリエントへの旅　建築と美術と文学と 碩学の旅II』（同上）、2023年
- マリオ・プラーツ『ギリシアへの序曲　建築と美術と文学と 碩学の旅III』（同上）、2023年
- マリオ・プラーツ『古都ウィーンの黄昏　建築と美術と文学と 碩学の旅Ⅳ』（同上）、2024年
- マリオ・プラーツ『ピクチャレスクなスペイン　五角形の半島Ⅰ 碩学の旅Ⅴ』（同上）、2024年
- マリオ・プラーツ『セゴビアの奇跡　五角形の半島Ⅱ 碩学の旅Ⅵ』（同上）、2025年
- マリオ・プラーツ『イギリスという水彩画　建築と美術と文学と　碩学の旅Ⅶ』（同上）、2025年

## 受賞歴
- マルコ・ポーロ賞（共同受賞）（1992年）『NHK フィレンツェ・ルネサンス』（全6巻）日本放送出版協会 1991年